# Astathes bella
Astathes bella là một loài bọ cánh cứng trong họ Cerambycidae.